# Новоулянівка
Новоулянівка (до 2016 — Володимиро-Ульяновка)— село в Україні, у Приютівській селищній громаді Олександрійського району Кіровоградської області. Населення становить 170 осіб.

## Назва
19 травня 2016 року Верховна Рада України перейменувала село Володимиро-Ульяновка на Новоулянівка.

## Населення
Згідно з переписом УРСР 1989 року чисельність наявного населення села становила 179 осіб, з яких 83 чоловіки та 96 жінок.
За переписом населення України 2001 року в селі мешкало 169 осіб.

### Мова
Розподіл населення за рідною мовою за даними перепису 2001 року:
| Мова       | Відсоток |
| ---------- | -------- |
| українська | 87,65 %  |
| російська  | 10,59 %  |
| угорська   | 1,18 %   |
| білоруська | 0,59 %   |